# Супервайзерска анализа
Супервайзерската анализа или психоанализа под супервизия е форма на психоаналитично лечение, в което психоаналитика после дискутира психологическото съдържание на лечението, и манифестираното и латентното (явното и скритото) с по-възрастен, по-опитен колега. Аналитикът, който осигурява супервизията се нарича супервизиращ аналитик. Терминът „супервайзерска анализа“ е гъвкав. Може да бъде приложен към такова лечение, което трае няколко години; може също да се приложи към една сесия.Супервайзерските анализи са задължителна част от психоаналитичното обучение; все пак дори и практикуващия аналитик може понякога да потърси супервизия и да обсъди по-сложен случай със свой колега.